# 基什陶波尔曹
基什陶波尔曹，是匈牙利巴兰尼亚州所辖的一个村。总面积3.57平方公里，总人口202，人口密度56.6人/平方公里（2011年1月1日）。